# Sinosuthora alphonsiana
A Sinosuthora alphonsiana a verébalakúak (Passeriformes) rendjébe, ezen belül az óvilági poszátafélék (Sylviidae) családjába tartozó, 13 centiméter hosszú madárfaj. Dél- és délközép-Kína valamint észak-Vietnám bokros, füves területein, erdőszélein él dombvidéken és alacsony hegyvidéken, 1500 méteres tengerszint feletti magasságig. Betelepített fajként 1995-ben megjelent az északnyugat-olaszországi Palude Brabbia Nemzeti Parkban. Magokat fogyaszt. Áprilistól augusztusig költ.

## Alfajai
- S. a. alphonsianus (J. Verreaux, 1870) – középső Kína (Szecsuan középső és dél-középső része);
- S. a. ganluoensis (Li Guiyuan & Zhang Qingmao, 1980) – középső Kína (Szecsuan délkeleti része, Ganluo régió);
- S. a. stresemanni (Yen Kwokyung, 1934) – dél-középső Kína (Szecsuan dél-középső része, Kujcsou);
- S. a. yunnanensis (La Touche, 1921) – dél-Kína, észak-Vietnám.

## Fordítás
- Ez a szócikk részben vagy egészben  az   Ashy-throated parrotbill című angol Wikipédia-szócikk fordításán alapul.  Az eredeti cikk szerkesztőit annak laptörténete sorolja fel. Ez a jelzés csupán a megfogalmazás eredetét és a szerzői jogokat jelzi, nem szolgál a cikkben szereplő információk forrásmegjelöléseként.